# Gaetano Cellini
Gaetano Cellini (Ravenna, 1875 – Torino, 1957) è stato uno scultore e pittore italiano.

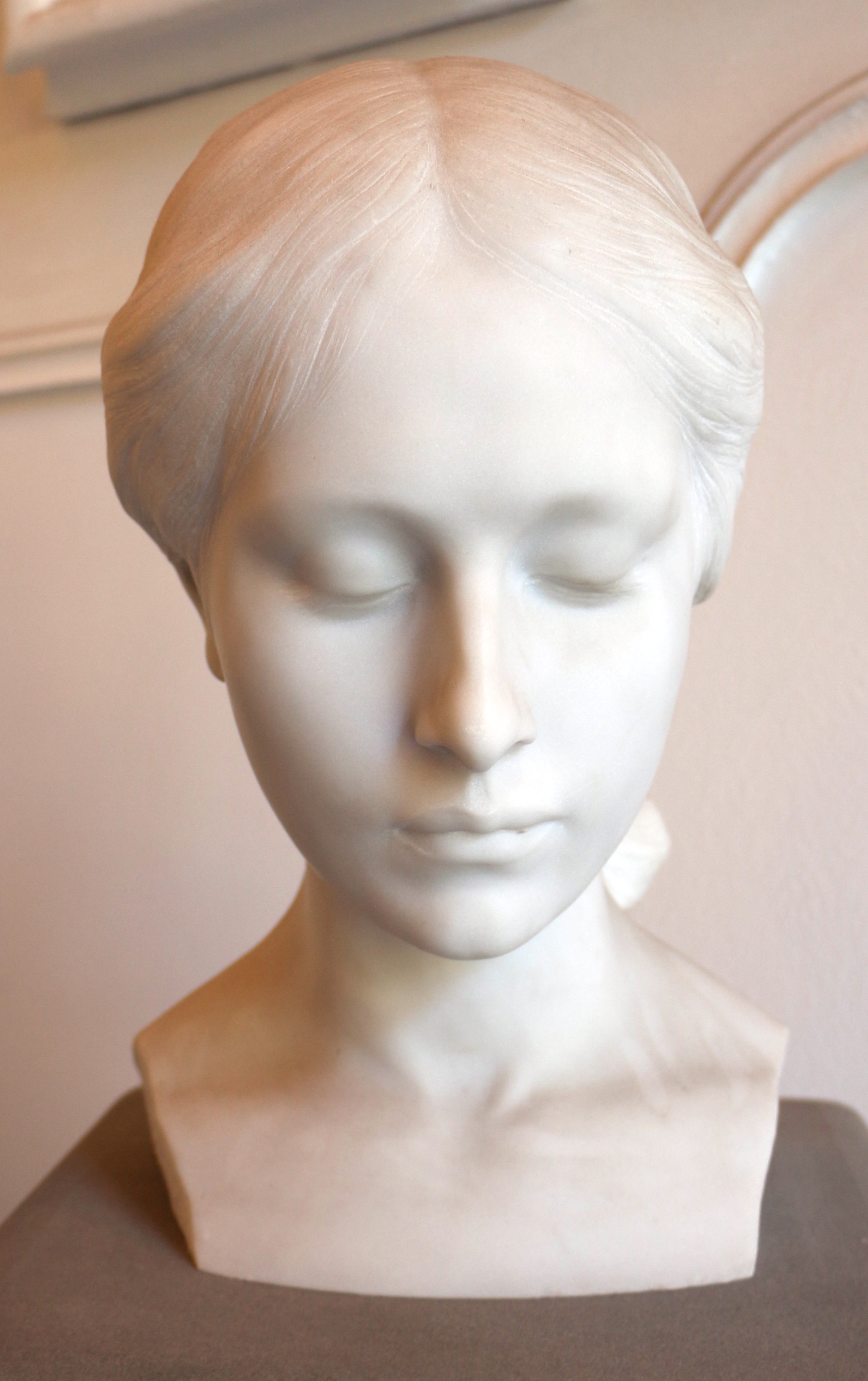
Ritratto femminile, al Museo Frugone di Genova

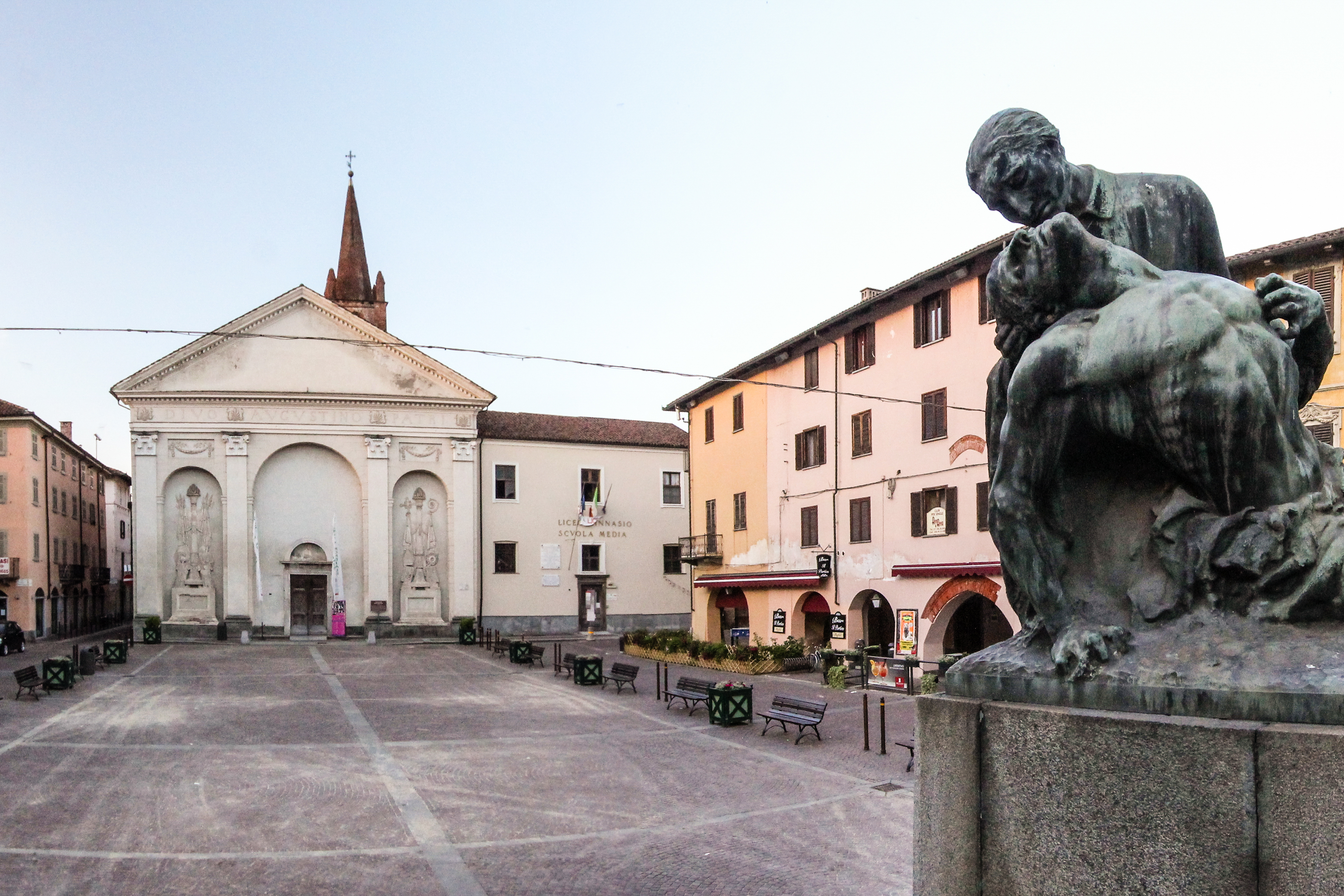
panorama di Carmagnola con il Monumento ai caduti del 1921

Nel 1920 scolpì il monumento in bronzo di fronte alla Basilica di Maria Ausiliatrice a Torino. 
È opera sua anche il tondo, sempre in bronzo, con il volto di San Giovanni Bosco, per l'urna del Santo.
Nel 1921 scolpì il Monumento ai caduti di Carmagnola (TO).
Tra il 1928 e il 1930 scolpì il Monumento ai caduti della prima guerra mondiale ad Asti.
Nel 2006 viene allestita una mostra sull'artista Gaetano Cellini presso la Sala Mostre della Basilica di Maria SS. Ausiliatrice in.

## Opere
- "L'umanità contro il male" (1908) esposta alla Galleria nazionale d'arte moderna di Roma
- "Busto di Mons. Manacorda" a Fossano (1912)
- "Monumento a don Bosco" (1920) in Piazza Maria Ausiliatrice a Torino
- "Monumento ai caduti" di Carmagnola (1921)
- "Medaglione in argento al Beato Piergiorgio Frassati" nella Chiesa parrocchiale B.V.M. delle Grazie, Torino Crocetta (1926)
- "Monumento ai caduti" di Asti (1930)
- "Busto del Prevosto don Michelangelo Chiaretta" nella Chiesa parrocchiale S. Vincenzo M. di Nole (TO)
- "Crocifisso in bronzo" nella Chiesa parrocchiale San Costanzo di Pont Canavese (TO)
- "La Tentazione"
- "Testa femminile" esposta al Museo Cividini di Bergamo
- "Maschera di giovane donna" esposta al Museo Cividini di Bergamo
- "Ventaglio"
- "Busto di Michelangelo"
- "Pannelli bronzei" per il portale del Santuario di San Giovanni D'Andorno.
- "Altorilievo marmoreo" in un'edicola funeraria del cimitero di Tortona